# Sirakoro (Mangodara)
Pour les articles homonymes, voir Sirakoro.
Sirakoro est une commune rurale située dans le département de Mangodara de la province de Comoé dans la région des Cascades au Burkina Faso.

## Éducation et santé
La commune accueille un centre de santé et de promotion sociale (CSPS).